# Cimitero storico di Brugherio
Il cimitero storico di Brugherio si trova in viale Lombardia, tra via Cajani e via Virgilio. In origine era dislocato nell'isolato tra viale Lombardia, via Vittorio Veneto e via Galvani.

## Storia
Il cimitero fu costruito a Brugherio nel 1787 e, come prescriveva la legge, era posto fuori dall'abitato. Sorgeva su un terreno di Gaspare Ghirlanda, uno dei più grandi proprietari terrieri dell'epoca. Nel 1894, essendosi esteso l'abitato, venne trasferito più a Nord, lungo il viale Lombardia. Nelle mappe catastali settecentesche è ricordato inoltre un altro spazio probabilmente adibito a cimitero: un "prato del Lazzaretto" che si trovava tra le vie San Maurizio e San Cristoforo e veniva utilizzato come luogo di sepoltura per gli appestati. Durante quella che nel 1576 fu chiamata la "peste di San Carlo", infatti, si dovette per due volte aprire una fossa comune per seppellire il gran numero di persone morte a causa dell'epidemia.

## Arte
L'area destinata alle inumazioni, con recinzione in mattoni e ferro finemente lavorato, è stata funzionante fino alla fine degli anni sessanta. All'interno si trovano la cappella per la celebrazione delle messe e le lapidi che ricordano la sepoltura di sacerdoti e parroci storici di Brugherio, come don Gian Andrea Nova. Non mancano diverse tombe monumentali in pietra e marmo, destinate ad ospitare i resti di personaggi storici, come quelle che contengono le spoglie del dottor Paolo Veladini, di sua moglie, del fratello Michele, dei loro figli e nipoti.